# گنبد رایشس‌تاگ

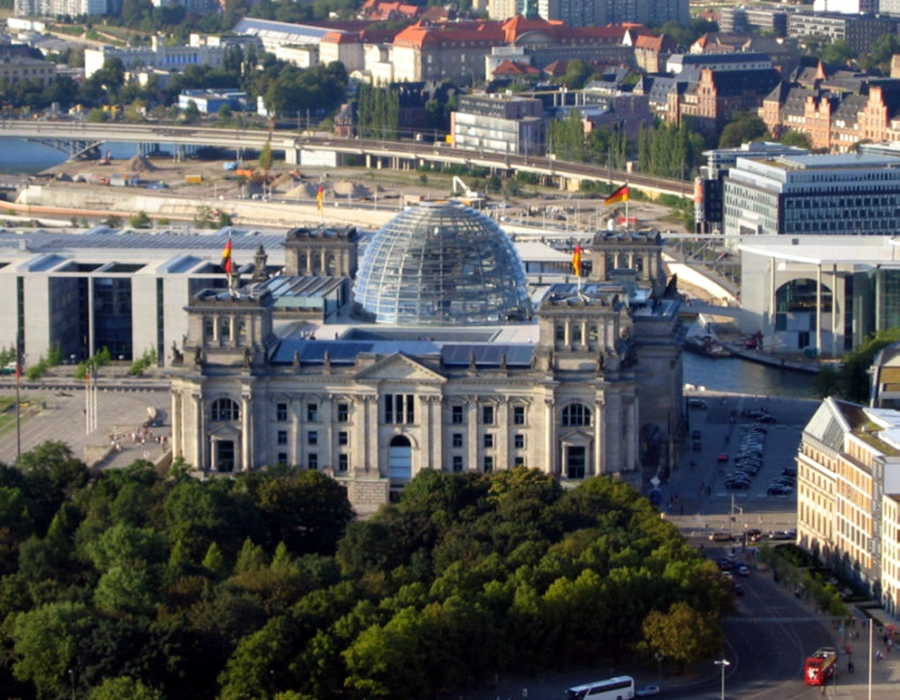
گنبد شیشه‌ای در ۲۰۰۴.

گنبد رایشس‌تاگ گنبدی شیشه‌ است که بر فراز ساختمان بازسازی‌شدهٔ رایشس‌تاگ در برلین پایتخت آلمان قرار دارد. این اثر را معمار انگلیسی نورمن فاستر در سال ۱۹۹۳ به‌عنوان نمادی از اتحاد دوباره آلمان طراحی کرد. طرح شاخص این گنبد آن را به لندمارکی در برلین بدل کرده‌است.
این اثر گنبدی بزرگ است که دید ۳۶۰ درجه‌ای از برلین به دست می‌دهد. تالار مباحثه بوندستاگ (مجلس آلمان) زیر این گنبد قرار دارد و بازدید کنندگان از گنبد می‌توانند جلسات داخل تالار بوندستاگ را از طریق این گنبد شیشه‌ای مشاهده کنند. بازدید از این گنبد برای عموم آزاد است و می‌توان با دو رمپ فلزی مارپیچ به آن رسید.

## گنبد اصلی

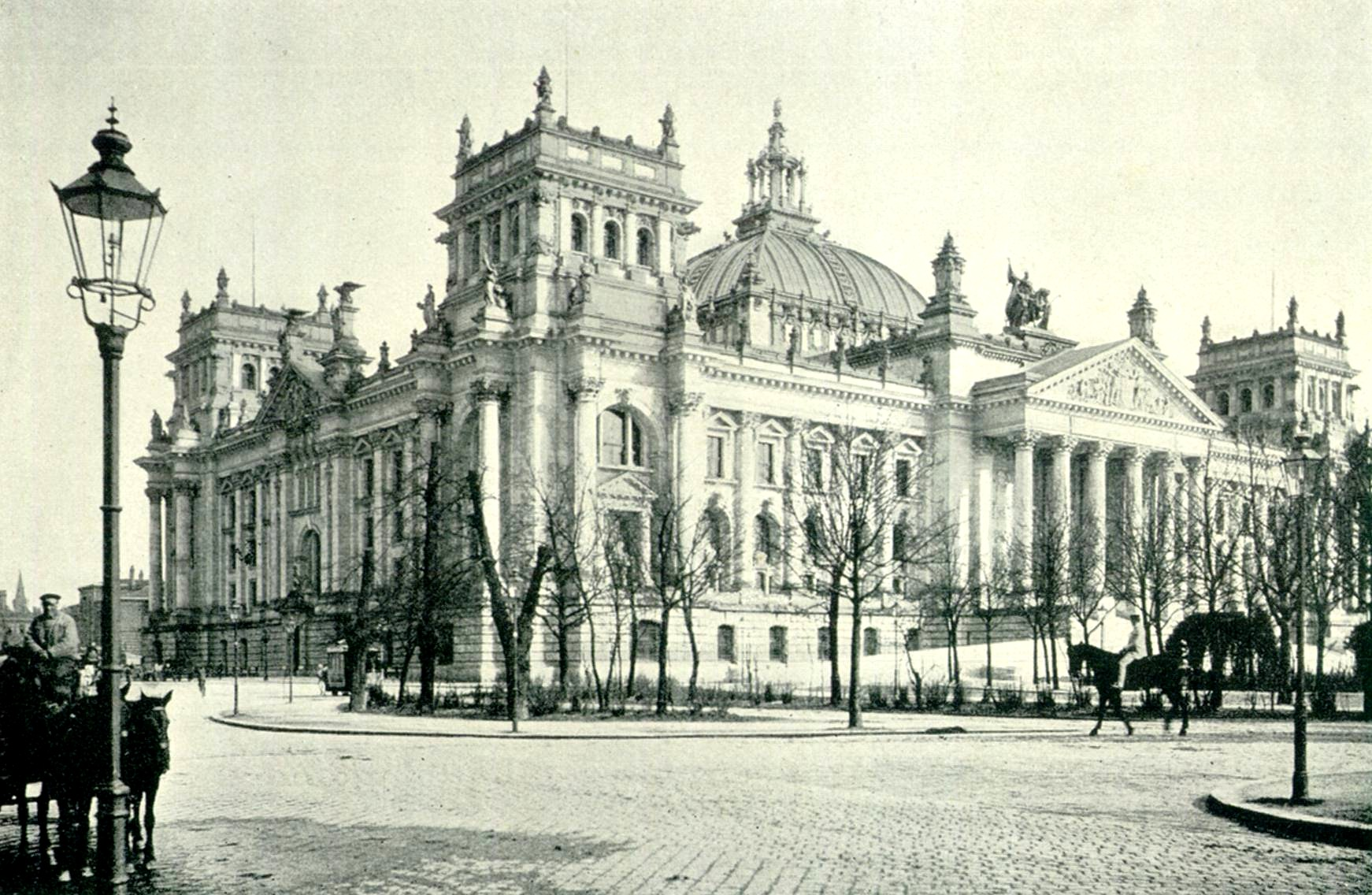
گنبد اصلی رایشستاگ در ۱۸۹۵

گنبد اصلی ساختمان رایشستاگ در ۲۷ فوریه ۱۹۳۳ در آتش‌سوزی رایشستاگ تخریب شد. باقی‌مانده گنبد و ساختمان نیز در بمباران برلین در جنگ جهانی دوم و نبرد برلین در سال ۱۹۴۵ از بین رفت.